# 救援饑溺匾

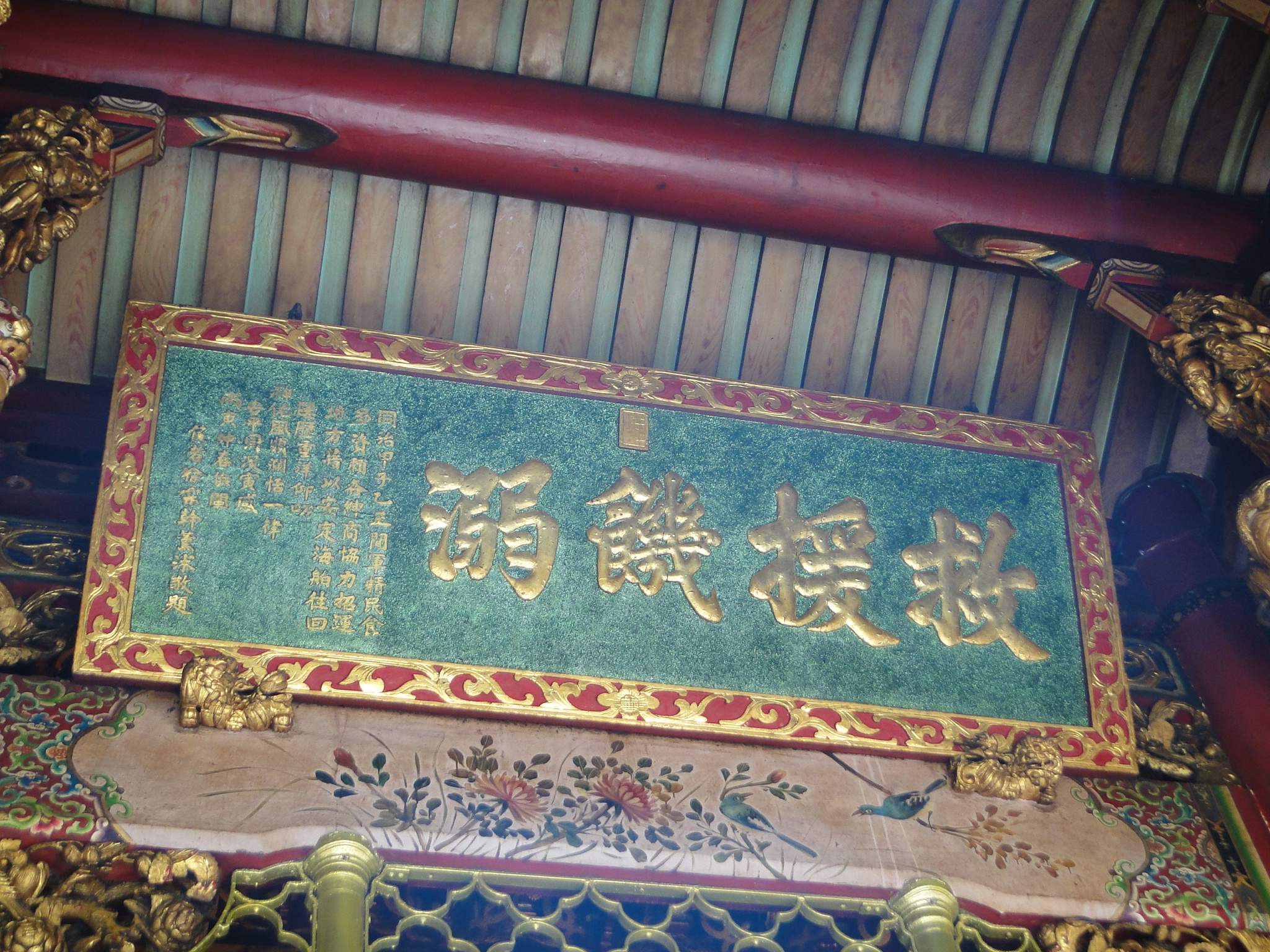
「救援饑溺」匾

救援饑溺匾是一塊位於台灣臺北市萬華區艋舺龍山寺內的匾額，懸掛於寺內正殿牌樓面右次間:126。此匾於同治丙寅年（1866年）仲春落款，由福建巡撫徐宗幹所題。

## 歷史背景

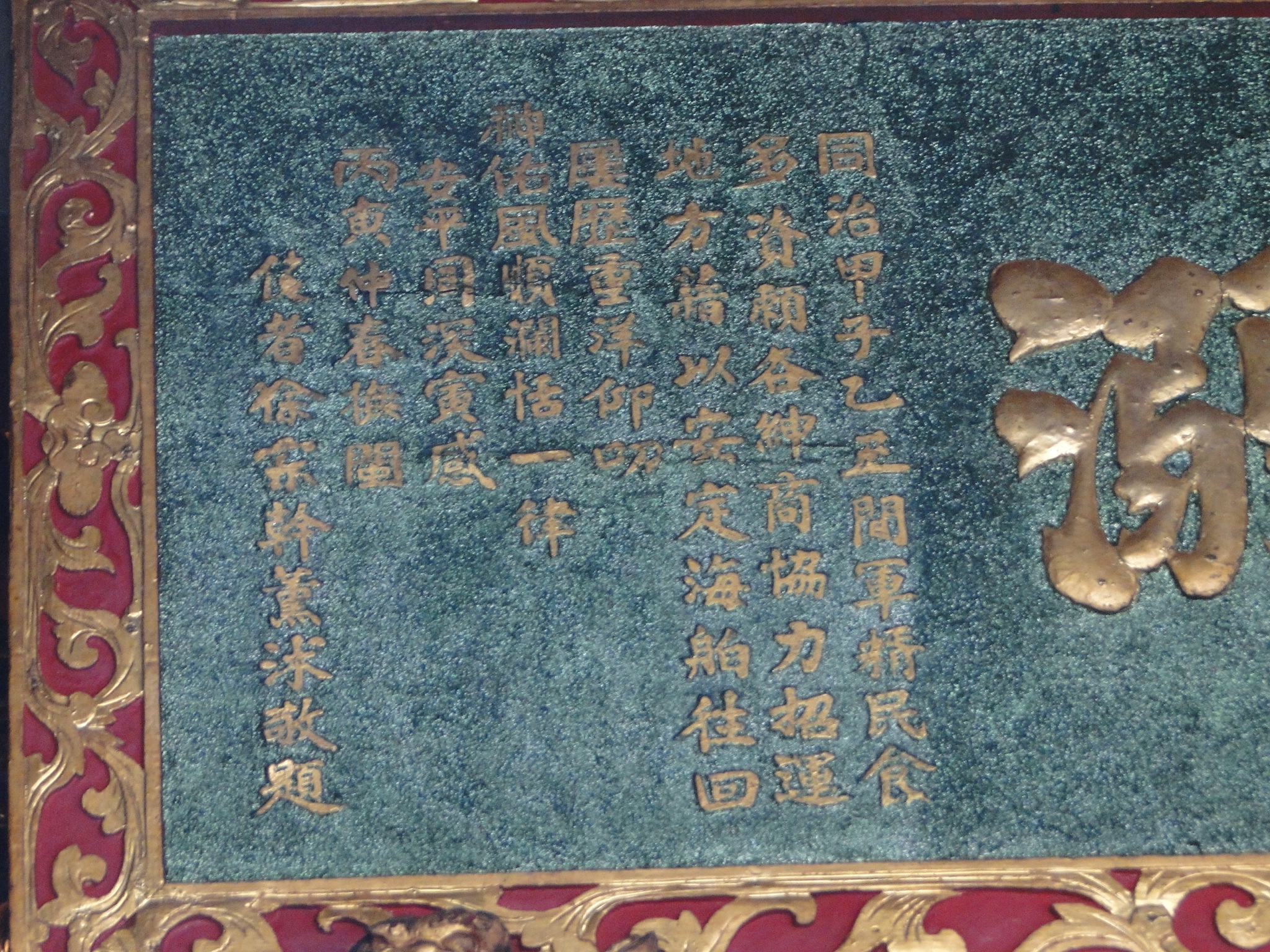
「救援饑溺」匾下款

同治元年（1862年），戴潮春事件爆發，此事件是台灣歷時最久，軍資耗費最多的一場民變。在戴潮春事件爆發期間，台灣中部一帶的港口遭到戴軍封鎖，受波及區域內的的土地無法耕種農作物，因此必須從中國福建接濟糧食。
在同治甲子（1864年）、乙丑（1865年）年間，艋舺紳商頻繁往來台灣、福建兩地，跨海載運糧食，協助清軍平亂，並在事件結束後進行戰後復甦工作。因往來福建、台灣兩地需橫渡台灣海峽，紳商都將海上平安的希望寄託於艋舺龍山寺內供奉的觀世音菩薩以及媽祖。

## 匾額歷史

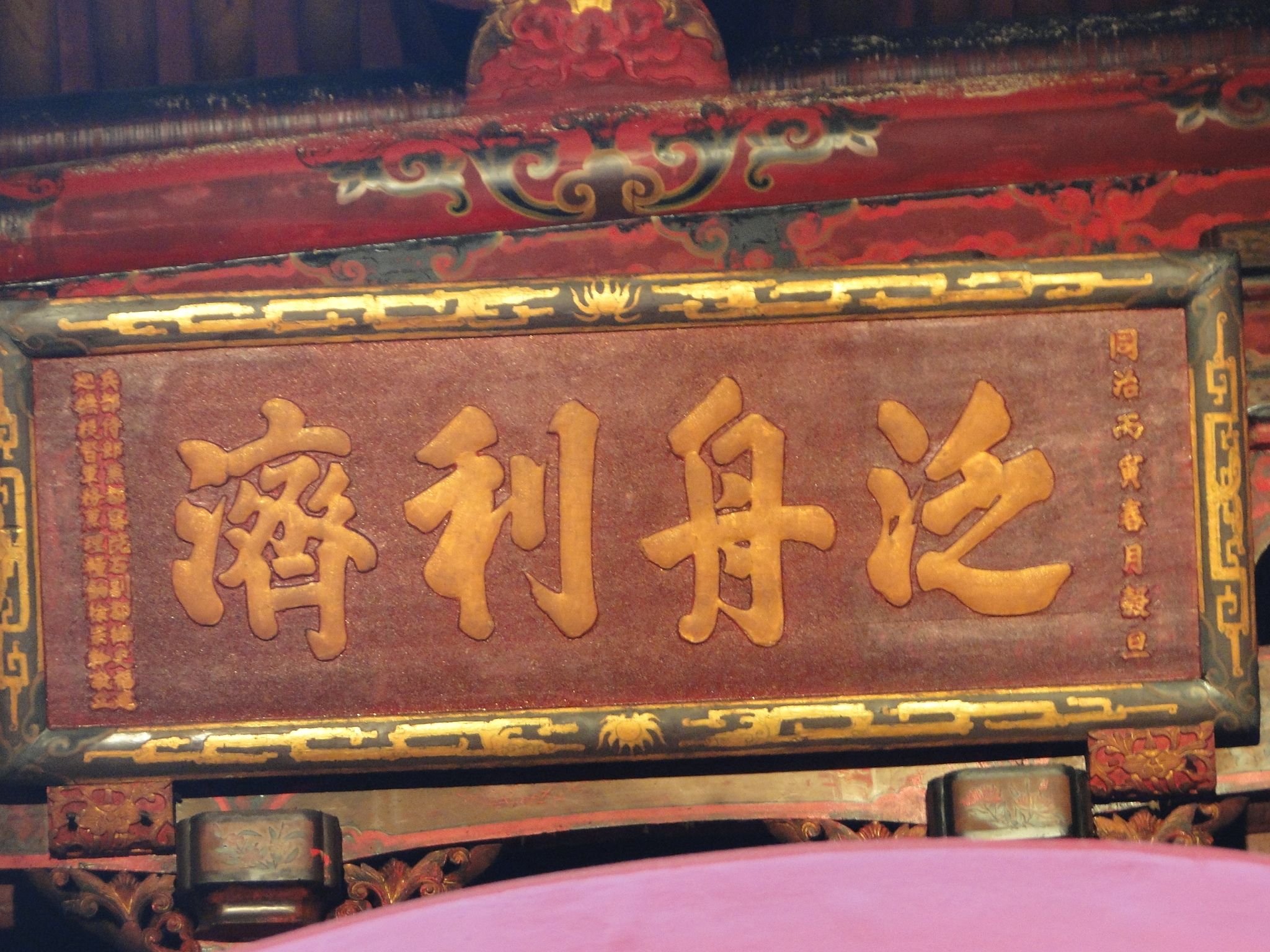
「泛舟利濟」匾，由徐宗幹於同治丙寅年（1866年）春月榖旦所立，現位於龍山寺後殿左次間

戴潮春事件平定後，福建巡撫徐宗幹為感謝神明庇祐，同時表達對艋舺紳商的肯定，於同治丙寅年（1866年）仲春，奉獻「救援饑溺」和「泛舟利濟」兩塊匾額予艋舺龍山寺，分別贈與觀世音菩薩及媽祖。
1951年出版之《艋舺龍山寺全志》紀載，「救援饑溺」匾立於龍山寺之後殿，與「泛舟利濟」匾比鄰。1957年出版之《臺北市志稿》、1981年出版之《臺北市發展史》、1988年出版之《臺北市志》均沿用此說法。但1992年出版之《艋舺龍山寺調查研究》中紀載，救援饑溺匾位於正殿牌樓面右次間（大約在正殿左側）:126。

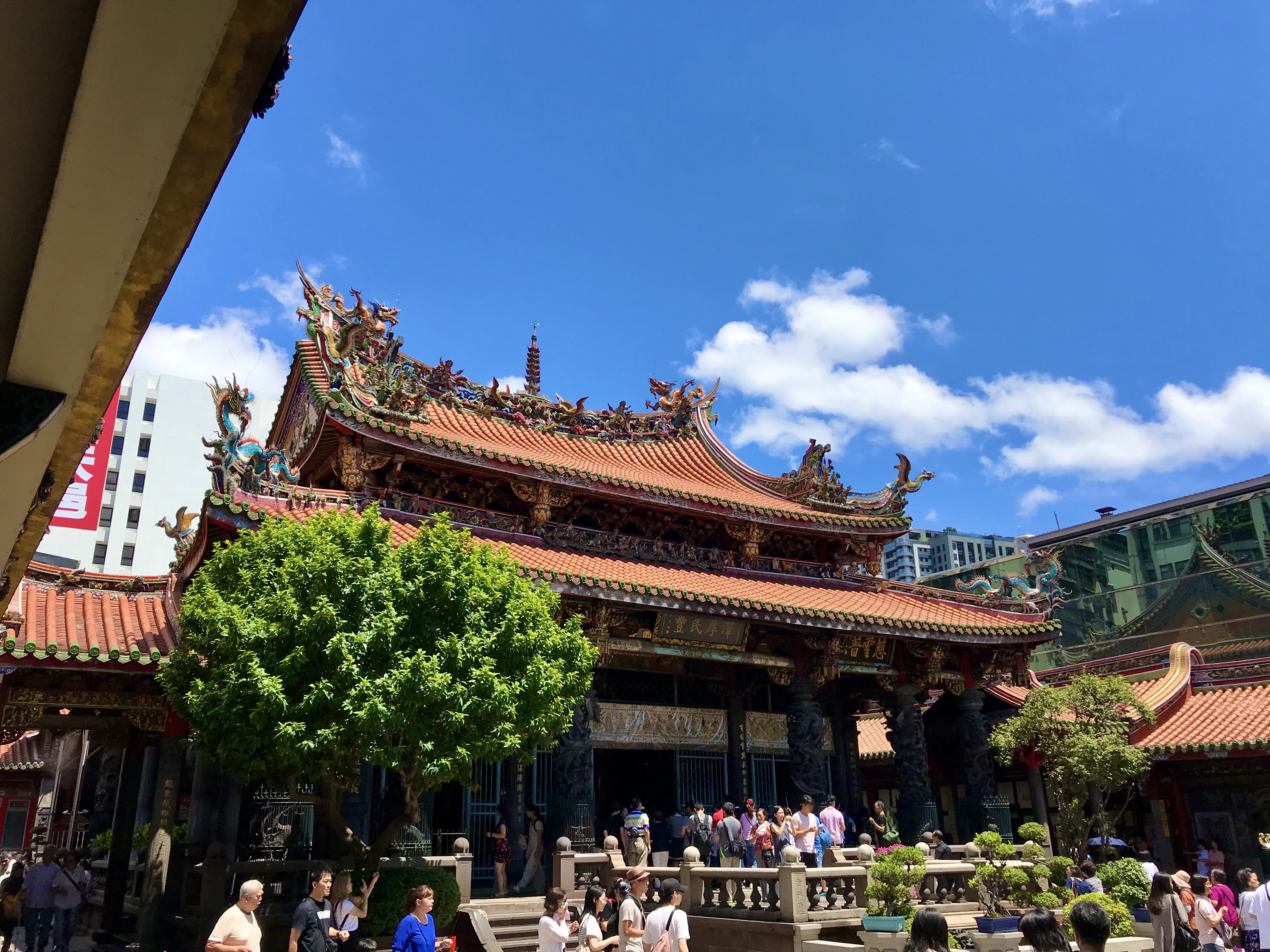
艋舺龍山寺正殿，「救援饑溺」匾懸掛於此處左側（被樹木所遮擋之處）

## 「救援饑溺」匾下款

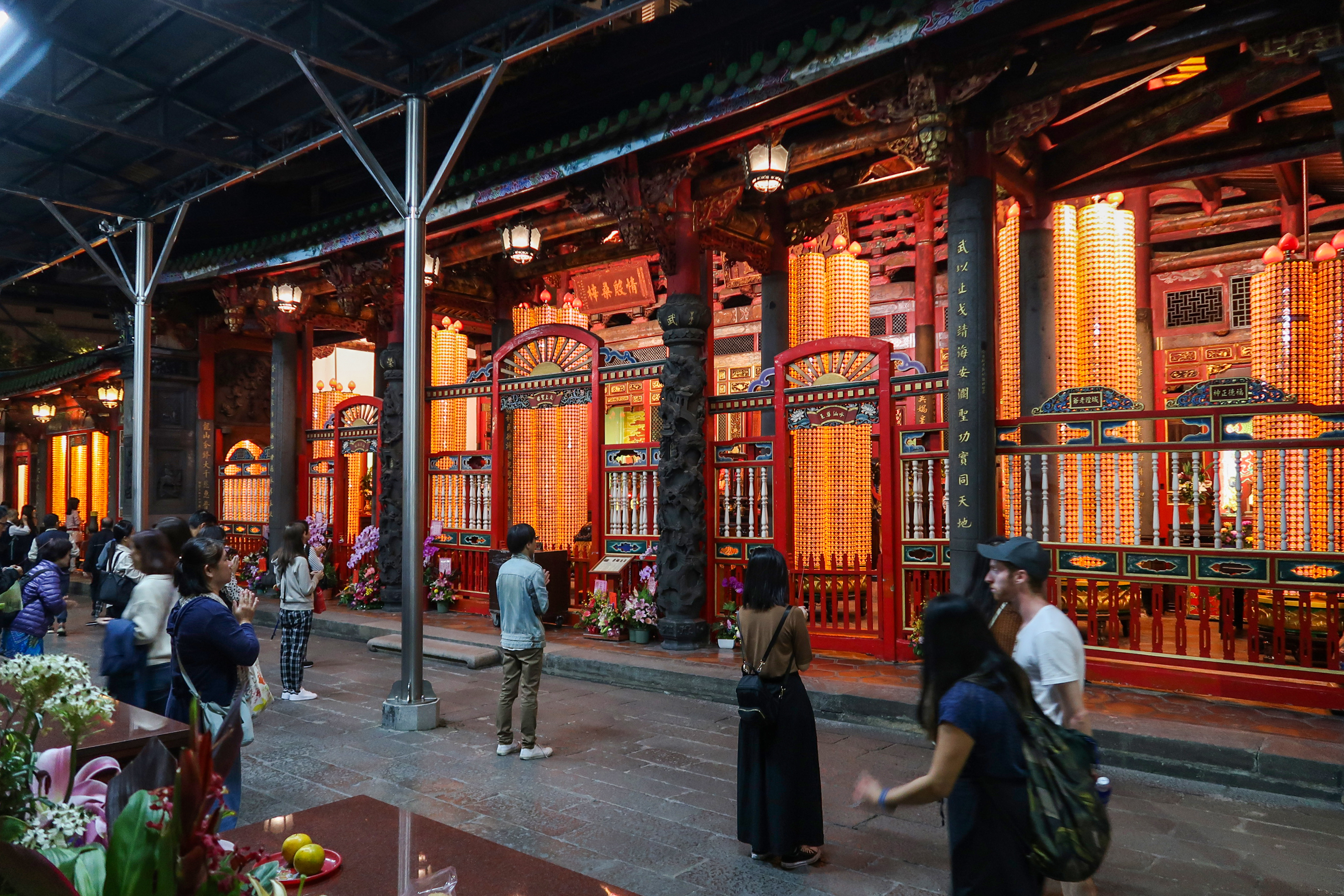
艋舺龍山寺後殿，「救援饑溺」匾曾放置於此處

| “ | 同治甲子、乙丑間，軍糈民食多資賴各紳商協力招運，地方藉以安定，海舶往回，履歷重洋，仰叨神佑，風順瀾恬，一律安平，同浂寅感。 丙寅仲春，撫閩使者徐宗幹薰沐敬題。 | ” |